# Penal Laws mod Wales 1402
Penal Laws mod Wales (engelsk: Penal Laws against Wales) var en række engelske love, der blev godkendt af det engelske parlament i 1402. De var lavet for at etablere engelsk dominans i Wales under den walisiske oprør kendt som Glyndwroprøret (1400–1415), der blev ledet af Owain Glyndwr.
Disse love forbød walisere at opnå offentlige embeeder, at bære våben eller at købe ejendom i engelske byer. Alt offentlig forsamling blev forbudt, og uddannelse for walisiske børn blev stærkt begrænset. Englændere, der giftede sig med walisere, blev også ramt af disse love.
Der blev vedtaget tre love af det engelske parlament i 1402: Wales Act, Wales and Welshmen Act samt Welshmen Act.
Lovene blev ikke gjort ugyldige ved vedtagelsen af Laws in Wales Acts (1535 og 1542), men blev endeligt ophævet af det sidste af James 1.'s parlamenter (kendt som The Happy Parliament) i 1624 – 17 år efter den engelske lov mod skotterne var blevet ophævet.